# Cronache georgiane
Cronache georgiane è un nome convenzionale per il principale compendio di testi storici georgiani medievali, in lingua originale noti come Kartlis Tskhovreba (in georgiano ქართლის ცხოვრება?), letteralmente "Vita di Kartli", essendo Kartli o Cartalia una regione centrale della Georgia antica e medievale, nota agli autori classici e bizantini come Iberia.
Le cronache sono anche conosciute come Annali reali georgiani, poiché erano essenzialmente il corpus ufficiale della storia del Regno di Georgia.

## Le Cronache
Le cronache sono costituite da una serie di testi distinti che vanno dal IX al XIV secolo. La datazione di queste opere così come l'identificazione dei loro autori (ad esempio, Leonti Mroveli e Juansher Juansheriani) sono state oggetto di dibattiti accademici. Sebbene molti studiosi in Georgia propongano ancora una datazione dell'XI secolo per la prima redazione del corpus, un numero crescente di esperti moderni ha accettato l'ipotesi del professor Cyril Toumanoff secondo cui i primi testi di Kartlis Tskhovreba sono stati redatti all'incirca nel IX secolo, mentre gli ultimi testi furono aggiunti nel XIV secolo. Una versione "canonizzata" della raccolta fu curata da una commissione speciale nominata e presieduta dal re Vakhtang VI di Kartli all'inizio del XVIII secolo.
Nel corso dell'XI secolo, le prime tre opere: la "Storia dei re e dei patriarchi dei georgiani", la "Storia del re Vakhtang Gorgasali" e il "Martirio di Sant'Archil", costituivano già un primo corpus che copriva la storia georgiana dai primi tempi conosciuti attraverso il regno di Vakhtang I Gorgasali (r. 452–502/22) fino alla morte del discendente di Vakhtang, il re Archil (786). A metà del XII secolo furono aggiunti due testi: la "Cronaca di Kartli", che registra la storia georgiana dalla fine dell'VIII secolo, passando per il regno del primo re tutto georgiano Bagrat III (r. 1008-1014), per arrivare fino a i primi anni di regno di Giorgio II (r. 1072-1089) e la "Storia del Re dei Re Davide", che continua la storia descritta nel testo precedente e si concentra sul regno di Davide IV (r. 1089-1125).

## Manoscritti
I manoscritti georgiani esistenti di Kartlis Tskhovreba sono relativamente tardivi con il codice più antico, il cosiddetto Anaseuli o "Regina Anna", risalente al periodo 1479-1495. Un'altra collezione importante, il codice Mariamiseuli o "Regina Mariam", fu copiato negli anni 1633-1645/1646. I manoscritti georgiani sopravvissuti sono stati comunque modificati dall'adattamento armeno abbreviato delle cronache noto come "La storia dei georgiani" (Patmut'iwn Vrats), molto probabilmente realizzato nel XII secolo, con il primo manoscritto esistente copiato nel periodo di 1279-1311.
Sono disponibili numerose traduzioni in francese, russo, inglese e tedesco, ma ognuna copre solo un numero selezionato di questi testi.

## Autenticità
Alcuni studiosi moderni, come Ivane Javakhishvili, hanno messo in dubbio l'autenticità dei primi testi che costituiscono le "Cronache georgiane" e hanno suggerito estrema cautela quando le si adottano per fini storici. In effetti fatti storici reali sono spesso mescolati con quelli mitici, rendendo a volte difficile discernere la vera storiografia dalla mitologia. Tuttavia, analisi critiche incrociate con altre fonti, inclusi gli autori classici, e una serie di recenti studi archeologici, hanno dimostrato l'affidabilità di molti dei resoconti delle Cronache. Questi testi riportano prove non solo della storia della Georgia, ma anche dell'Armenia e del Caucaso in generale, dell'Iran, della Siria, dell'Anatolia, dell'Impero Romano, dei Cazari e dei Turchi.
| nome inglese                                                  | nome georgiano                                                 | Traslitterazione                                                 | Data               | Autore                                       | Periodo coperto               |
| ------------------------------------------------------------- | -------------------------------------------------------------- | ---------------------------------------------------------------- | ------------------ | -------------------------------------------- | ----------------------------- |
| Storia dei re e dei patriarchi dei georgiani                  | ცხოვრება ქართუელთა მეფეთა და პირველთაგანთა მამათა და ნათესავთა | tskhovreba kartuelta mepeta da pirveltaganta mamata da natesavta | IX o XI secolo     | Leonti Mroveli (? )                          | IV secolo a.C. – V secolo d.C |
| Storia e vita di re Vakhtang Gorgasali                        | ცხოვრება და მოქალაქეობა ვახტანგ გორგასლისა                     | tskhovreba da mokalakeoba vakhtang gorgaslisa                    | c. 800 o XI secolo | Juansher Juansheriani                        | V-VIII secolo                 |
| Martirio del Santo e Magnifico Archil                         | წამება წმიდისა და დიდებულისა არჩილისი                          | tsameba tsmidisa da didebulisa archilisi                         | IX o XI secolo     | Juansheriani o Mroveli                       | 736–786                       |
| Cronaca di Kartli                                             | მატიანე ქართლისა                                               | matina kartlisa                                                  | XI secolo          | Anonimo                                      | 786–1072                      |
| Storia del re dei re David                                    | ცხოვრება მეფეთ მეფისა დავითისი                                 | tskhovreba mepet mepisa davitisi                                 | 12º secolo         | Anonimo                                      | 1072–1125                     |
| Storia dei Bagration                                          | ცხოვრება და უწყება ბაგრატონიანთა                               | tskhovreba da utsqeba bagratonianta                              | XI secolo          | Sumbat Davitis-Dze                           | VI secolo–1031                |
| Storie ed eulogie dei sovrani                                 | ისტორიანი და აზმანი შარავანდედთანი                             | istoriani da azmani sharavandedtani                              | 13º secolo         | Arcivescovo-Cancelliere Teodoro di Chqondidi | 1156-1212                     |
| Storia dei Cinque Regni (detta anche Cronaca di Giorgi Lasha) | ლაშა-გიორგის დროინდელი მატიანე                                 | lasha-giorgis droindeli matiane                                  | 1223               | Storico di Giorgio IV                        | 1125-1223                     |
| Storia del Re dei Re Tamara di Georgia                        | ცხოვრება მეფეთ მეფისა თამარისი                                 | tskhovreba mepet mepisa tamarisi                                 | 1210-1213          | Basili, maestro di corte                     | 1184–1210/1213                |
| Cronaca di cent'anni                                          | ასწლოვანი მატიანე                                              | astslovani matiane                                               | 14º secolo         | Anonimo                                      | 1212-1318                     |